# 西エネディ州
西エネディ州（にしエネディしゅう、フランス語: Région de l'Ennedi Ouest、アラビア語: منطقة إنيدي Minṭaqâtu Innīdī l-Ġarbī）はチャドの州。州都はファダ。
州域のほとんどがサハラ砂漠のため、人口は希薄である。人口約6万人（2009年国勢調査）、面積は12.7万km2ほどと推定される。州知事は元チャド空軍所属でモワイヤン・シャリ州知事の経験があるMornadji Mbaïssanébé Kar-Ouba。

## 設立まで
2012年9月4日にエネディ州の東西分割時に設置された。旧西エネディ県を継承している。

## 下位区分
西エネディ州は2つの県が所属している。
- ファダ県（フランス語版） - ファダ
- Mourtcha - Kalait

## 出身人物
- イドリス・デビ - 政治家、第4代チャド大統領